# Нігяр Рафібейлі
Нігяр Худадат кизи Рафібейлі (азерб. Nigar Xudadat qızı Rəfibəyli; 23 червня 1913, Єлизаветполь — 9 липня 1981, Баку) — азербайджанська радянська поетеса, член спілки письменників Азербайджанської РСР з 1934 року, заслужений діяч культури Азербайджанської РСР (1967), Народна поетеса Азербайджанської РСР (1981). Дочка першого міністра охорони здоров'я АДР Худадат-бека Рафибекова, дружина Народного поета Азербайджанської РСР (1960) Расула Рзи і мати Народного письменника Азербайджанської РСР (1987) Анара.

## Життєпис
|                                                       |  |
| Батьки Нігяр Рафібейлі — Худадат-бек і Джавахир-ханум |  |

Нігяр Рафібейлі народилася в сім'ї хірурга Худадат-бека Рафибекова, який обіймав посаду губернатора Гянджинської губернії в роки дорадянської незалежності Азербайджану (1918—1920). Він виявився в числі азербайджанських політичних діячів, масово страчених більшовиками в червні 1920 року на острові Нарген.
Закінчивши середню школу в рідній Гянджі, Нігяр Рафібейлі вступила до Бакинського педагогічного технікуму. В 1928 році в журналі «Дан улдузу» було опубліковано її перший вірш «Чадра». У 1931 році вона працювала перекладачкою у відділ художньої літератури видавництва «Азернешр», потім продовжила навчання в Московському педагогічному інституті. Тим часом у Баку був виданий її перший збірник віршів (1934).
Після повернення з Москви Нігяр Рафібейлі працювала редактором відділу художньої літератури у видавництві «Ушагнешр». З 1940 року до кінця життя Нігяр Рафібейлі писала вірші і перекладала азербайджанською мовою твори поетів і письменників народів СРСР. За творчі заслуги вона була нагороджена орденом «Знак Пошани».
Літературні праці Нігяр Рафібейлі були присвячені темам материнства, рідної природи та Батьківщині.
Нігяр Рафібейлі померла 9 липня 1981 року. Одна з вулиць Баку носить її ім'я.

## Нагороди
- орден «Знак Пошани» (09.06.1959)

## Пам'ять
- Іменем Рафібейлі названа одна з центральних вулиць Баку.
- У місті Гянджа в Ханському парку встановлено пам'ятник Нігяр Рафібейлі.

## Збірники
Нігяр Рафібейлі писала азербайджанською мовою.
- «Поезії» (1934)
- «Переможна пісня» (1943)
- «Материнський голос» (1951)
- «Дорожні спогади» (1957)
- «Чується шум моря» (1964)
- «Якщо згадаєш мене в сумний вечір» (1982)
- «Ти — пам'ять щасливих поколінь» (1982)